# 黒い蠍
『黒い蠍』（くろいさそり，原題：The Black Scorpion）は、1957年、アメリカのアメックス・プロが製作したモンスター映画。

## 概要
製作に『原始怪獣ドラゴドン』のジャック・ディーツが参加し、ポール・ヨーウィツの原作を、『大怪獣出現』の脚本を書き、後に『タイム・マシン 80万年後の世界へ』を手がけるデヴィッド・ダンカンと、後年『プロジェクトUFO』の製作・脚本に参加するロバート・グリーズが脚色。1920年代から活動しているベテラン、エドワード・ルドウィグが監督した。出演は『大アマゾンの半魚人』のリチャード・デニングや、『世紀の怪物 タランチュラの襲撃』のマーラ・コーディ、『原始怪獣ドラゴドン』のカルロス・リヴァスとマリオ・ナバロといった特撮映画経験者が顔を並べた。
1972年3月11日、テレビ朝日「土曜映画劇場」でTV放映された時の題名は『SF巨大さそり大都会襲撃』。

## 巨大怪獣
ブラックスコーピオン
火山噴火の影響で、眠りから目覚めた蠍の怪物。性質は凶暴で肉食生物。
巨大芋虫
ブラックスコーピオンと戦っていた巨大昆虫。

## キャスト
- ヘンリー・スコット - リチャード・デニング
- テレサ - マーラ・コーディ
- アーサー・ラモス - カルロス・リヴァス
- フアニート - マリオ・ナバロ

## スタッフ
- 製作 - フランク・メルフォード、ジャック・ディーツ
- 監督 - エドワード・ルドウィング
- 脚本 - デヴィッド・ダンカン、ロバート・ブリーズ
- 撮影 - ライオネル・リンドン
- 編集 - リチャード・ヴァン・エンジャー
- 音楽 - ポール・ソーテル
- 特撮 - ウィリス・オブライエン、ピート・ピーターソン